# پیروز کالفایان
پیروز آرتین کالفایان (ارمنی: Փիրուզ Արթին Կալֆայան؛ ‏ ۱۵ مارس ۱۹۴۳ – ۳۰ ژانویهٔ ۲۰۱۶) بازیگر، رقصنده اهل مصر و از ارمنی‌های مصر بود. وی بین سال‌های ۱۹۵۰ تا ۱۹۵۹ میلادی فعالیت می‌کرد.

## گزیده فیلمشناسی
از فیلم‌ها یا برنامه‌های تلویزیونی که وی در آن نقش داشته است می‌توان به دهب اشاره کرد.